# Yttre Kalvträsket
Yttre Kalvträsket är en sjö i Malå kommun i Lappland och ingår i Umeälvens huvudavrinningsområde.